# Ялтанський Петро Васильович
Петро Васильович Ялтанський (4 січня 1909, село Веселеньке Катеринославської губернії, тепер Луганської області — 16 березня 1980, Київ) — український компартійний діяч, 2-й секретар Миколаївського обкому КПУ.

## Біографія
Народився 22 грудня 1908 (4 січня 1909) року в родині селянина-бідняка. Трудову діяльність розпочинав наймитом. Працював ковалем на заводі міста Луганська, одночасно навчався у вечірній школі.
Член ВКП(б) з 1928 року.
У 1928—1935 роках — студент Харківського технологічного і механіко-машинобудівного інститутів. У 1935 році закінчив Харківський механіко-машинобудівний інститут.
Після закінчення інституту працював інженером Харківського тракторного заводу імені Орджонікідзе.
У 1938—1939 роках — інструктор промислового відділу ЦК КП(б)У. З липня по грудень 1939 року — завідувач сектору кадрів легкої і текстильної промисловості відділу кадрів ЦК КП(б)У. У грудні 1939 — травні 1941 року — заступник завідувача відділу машинобудування ЦК КП(б)У. З травня 1941 року — завідувач відділу оборонної промисловості ЦК КП(б)У.
Учасник німецько-радянської війни. У 1941—1942 роках — уповноважений оперативних груп Військових рад Південного і Північно-Кавказького фронтів, особливий уповноважений Військової ради Чорноморської групи військ Закавказького фронту.
У 1942—1944 роках — інструктор Управління кадрів ЦК ВКП(б) у Москві.
У серпні 1944 — листопаді 1946 року — 3-й секретар Кам'янець-Подільського обласного комітету КП(б)У.
У листопаді 1946—1948 роках — слухач Вищої партійної школи при ЦК ВКП(б).
У вересні 1948 — 4 лютого 1951 року — 2-й секретар Миколаївського обласного комітету КП(б)У.
У 1951—1953 роках — завідувач транспортного відділу Вінницького обласного комітету КП(б)У. У 1953—1955 роках — начальник управління легкої і харчової промисловості (промислових товарів широкого вжитку) Вінницького облвиконкому. У 1955—1965 роках — завідувач промислово-транспортного відділу Вінницького обласного комітету КПУ. У 1965 році — начальник управління кадрів, підготовки кадрів і навчальних закладів Ради народного господарства Подільського економічного району у Вінниці.
У 1965—1970 роках — начальник управління кадрів, навчальних закладів і працевлаштування інвалідів Міністерства місцевої промисловості УРСР.
З 1970 року — персональний пенсіонер союзного значення у Києві.

## Нагороди
- орден Червоної Зірки
- орден «Знак Пошани»
- медалі
- Почесна грамота Президії Верховної Ради Української РСР (13.01.1969)